# 好萊德市

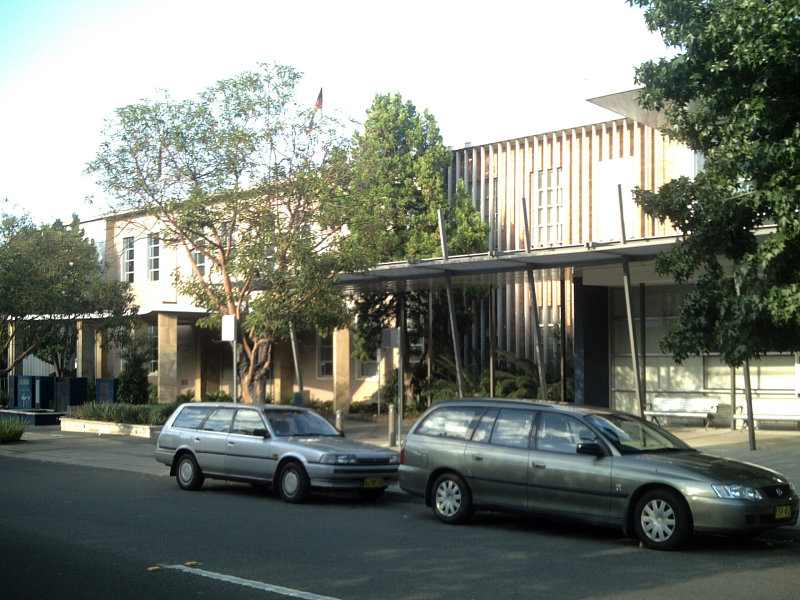
好萊德市政府所在地

好萊德市（英語：City of Holroyd）是澳大利亞雪梨大都會內的一個地方政府 。地理上，好萊德市位於西雪梨地區；1872年2月，由兩個自治市Prospect與Sherwood合併而成；1927年，以合併後的首任市長－Arthur Todd Holroyd之名更為現名；1990年12月，升格為市。

## 市議會
好萊德市議會有議席12座，分由4個選區，各選出3位議員，市長非直選。

## 外部連結
- 好萊德市政府官方網站.
- 美國國會圖書館的存檔，存档日期2009-06-09.

33°50′S 150°59′E / 33.833°S 150.983°E